# Sawdan

Sawdan (Sawdan al-Mawiri en arabe sicilien, Soldanos en grec) est le dernier émir de Bari, situé dans le sud de l'Italie.

## Biographie
Originaire de Sicile, dans le royaume aghlabide, Sawdan monte sur le trône de Bari vers 857 en tant que troisième émir après l'assassinat de son prédécesseur Mufarrag,. 
Avant d'avoir conquis son royaume il est un général du royaume aghlabide et participe au long siège de Raguse qui dure deux ans (866-868) où il commande la flotte composée de plusieurs dizaines de navires, Il conduit ensuite son armée à Bari qu'il prend et se nomme émir de la ville et sa région. Il en obtient en 864 la confirmation officielle d'al-Mustein, le calife abbasside de Bagdad.
Parallèlement il prend soin de développer la diplomatie avec les pays chrétiens voisins et délivre des sauf-conduits comme au moine français Bernard qui se rend en Égypte puis en Terre sainte. Sawdan fait aussi construire la première grande mosquée de Bari.
Le 3 février 871, l’empereur d’Occident Louis II, aidé par la flotte de Venise, du duc croate Domagoj et le gouverneur byzantin d’Otrante mènent une armée composée de Francs, Lombards, et Croates qui attaque l'émirat de Bari et prend la ville de Bari. L'émir Sawdan est enchaîné et emmené à Bénévent par le duc Lambert Ier de Spolète. C'est la fin de l'émirat de Bari, royaume musulman du sud de la botte italienne et qui est remplacé par le Catépanat d'Italie.